# 耶爾赫伊峰
61°46′19″N 7°55′22″E / 61.77194°N 7.92278°E
耶爾赫伊峰是挪威的山峰，位於該國東南部內陸郡，處於肖克，距離首都奧斯陸250公里，海拔高度1,982米，受凍原氣候影響。